# Maximilian Ittenbach
Maximilian Ittenbach (* 16. November 1907 in Köln-Nippes; † nach 1944) war ein deutscher Altgermanist und Volkskundler.

## Leben
Max Ittenbach wurde 1930 an der Universität Frankfurt promoviert. Er hatte ab 1933 einen Lehrauftrag für Altgermanistik und Volkskunde an der Technischen Hochschule in Danzig und war ab 1935 Dozent an der Hochschule für Lehrerbildung in Danzig sowie ab 1937 Dozent, 1939 bis 1943 außerordentlicher Professor für Deutsche Philologie und Volkskunde an der Technischen Hochschule Danzig. 
Im Zweiten Weltkrieg war er im besetzten Belgien eingesetzt, wirkte 1941 unter anderem als Gastprofessor an der Universität Gent und war für die Forschungsgemeinschaft Deutsches Ahnenerbe der SS tätig. 1943 wurde er als ordentlicher Professor für Altgermanistik und Volkskunde an die Reichsuniversität Posen berufen. Er wurde später im Osten vermisst und für tot erklärt.

## Veröffentlichungen

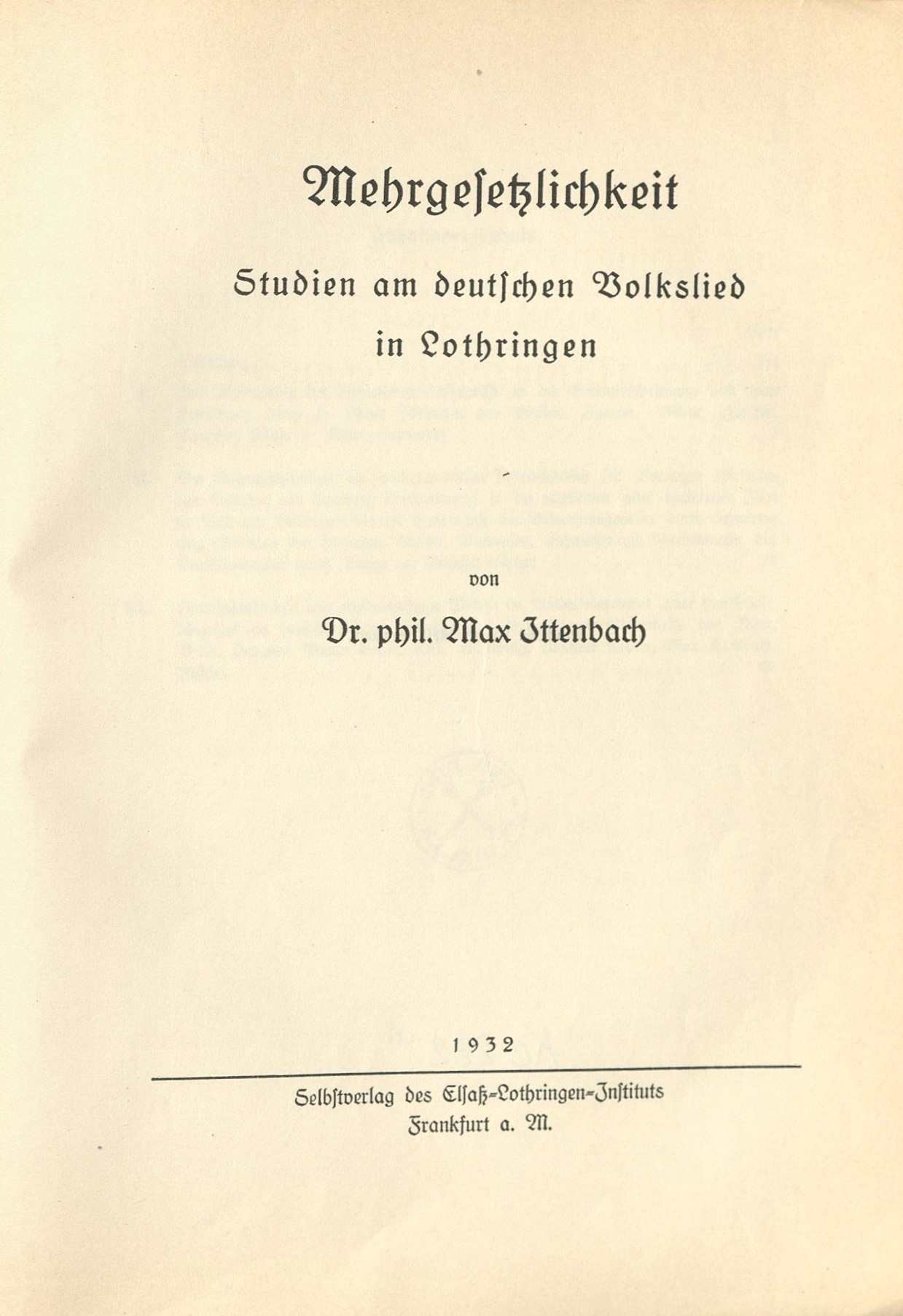
Dissertation (1932)

- Mehrgesetzlichkeit. Studien am deutschen Volkslied in Lothringen (Frankfurt am Main 1932, Dissertation)
- Deutsche Dichtungen der salischen Kaiserzeit und verwandte Denkmäler (Würzburg-Aumühle 1937)
- Der frühe deutsche Minnesang. Strophenfügung und Dichtersprache (Halle 1939)
- Das Nibelungenlied. Dichtung und Schicksalsgestaltung (Brüssel 1944)